# Station Deinum
Station Deinum is het spoorwegstation in het Friese Deinum aan de spoorlijn Harlingen - Nieuwe Schans. Het station werd geopend op 27 oktober 1863.
Het station kent een enkel perron voorzien van een abri en een kaartautomaat. Naast Harlingen Haven is dit het enige station op de lijn Harlingen Haven-Leeuwarden met een enkel spoor en perron. Het station wordt overdag viermaal per uur aangedaan door een stoptrein: tweemaal per uur naar Leeuwarden en tweemaal per uur richting Harlingen Haven.

## Afbeeldingen

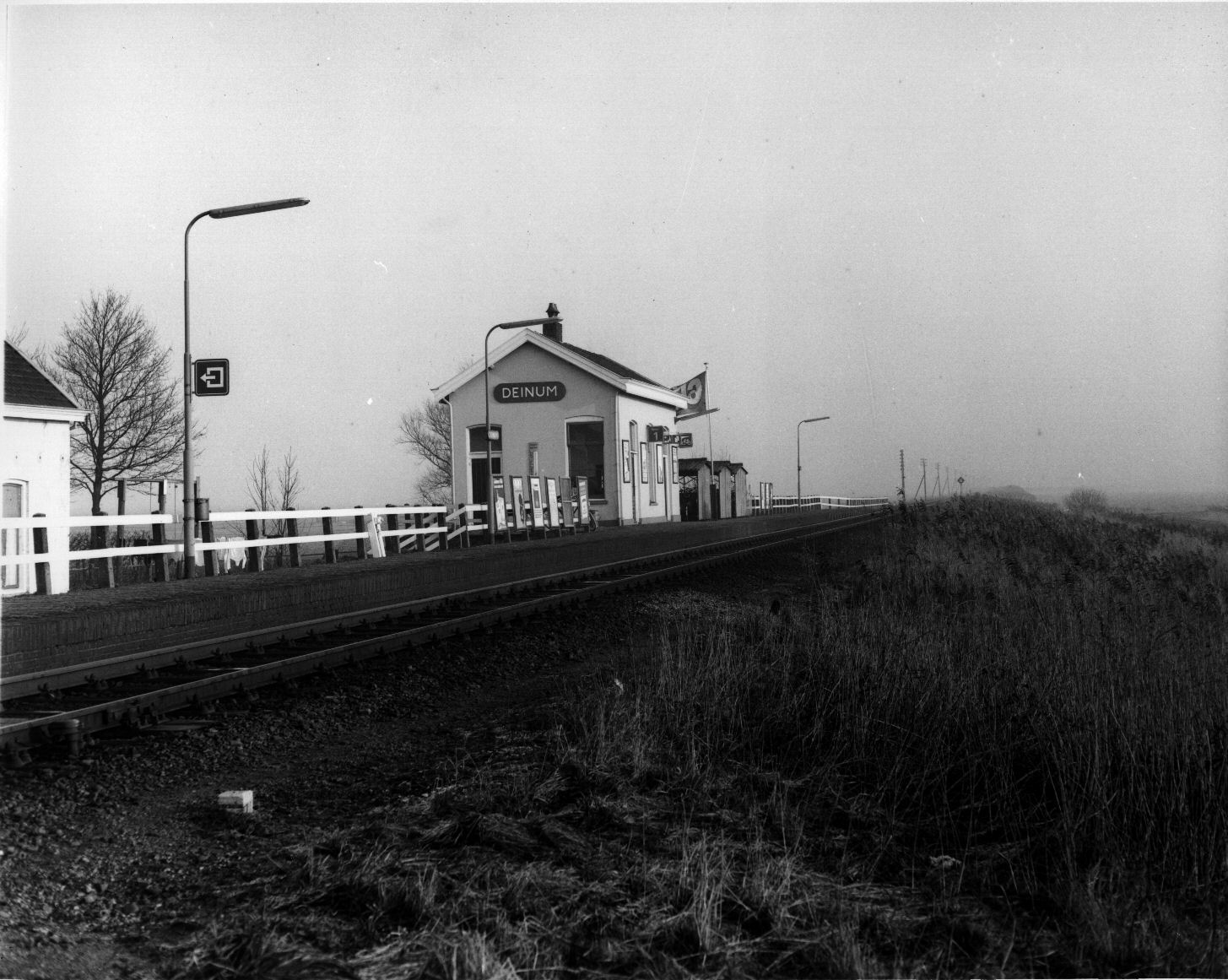
Station Deinum in 1971
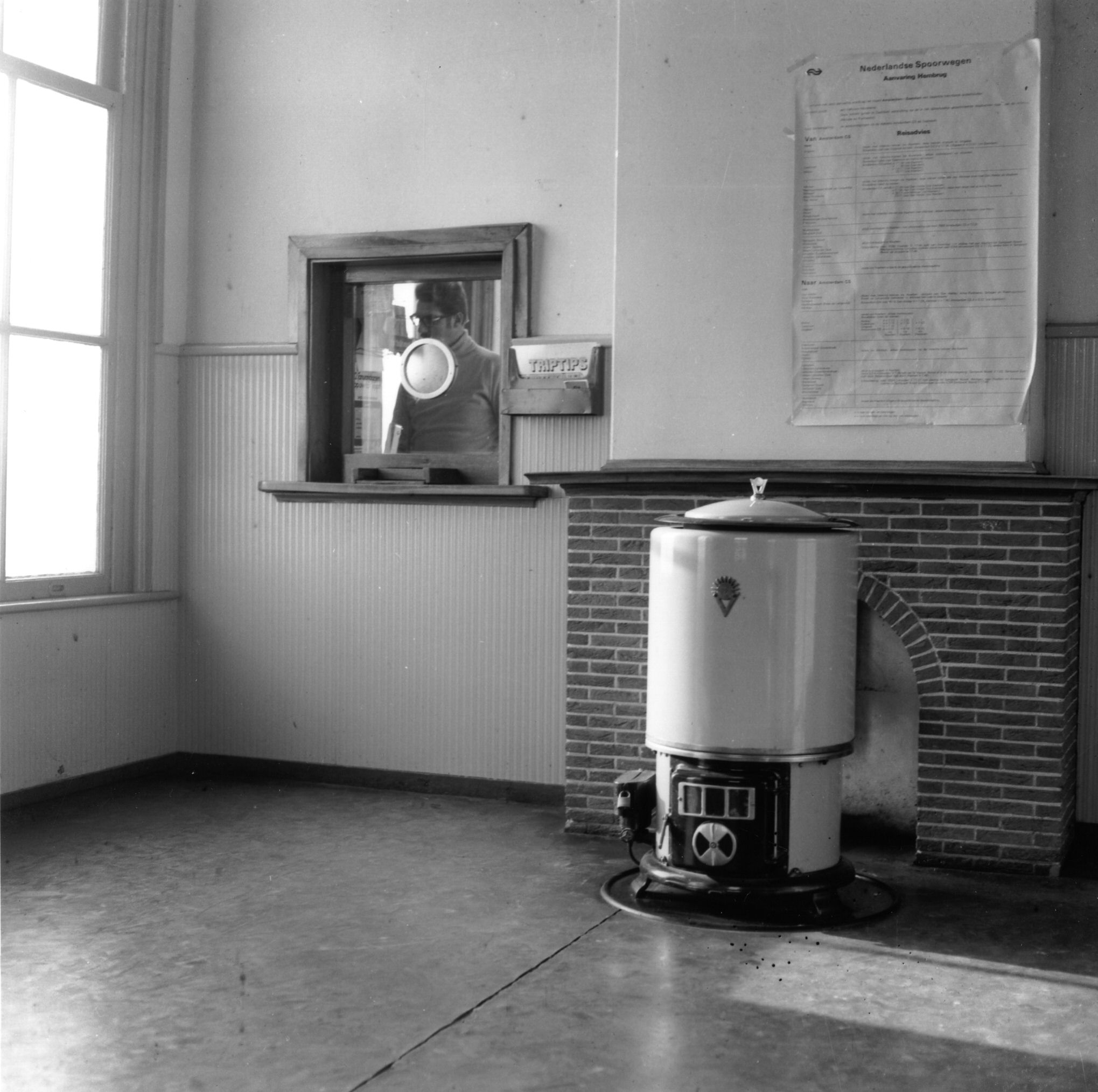
Loket op het station (1971)
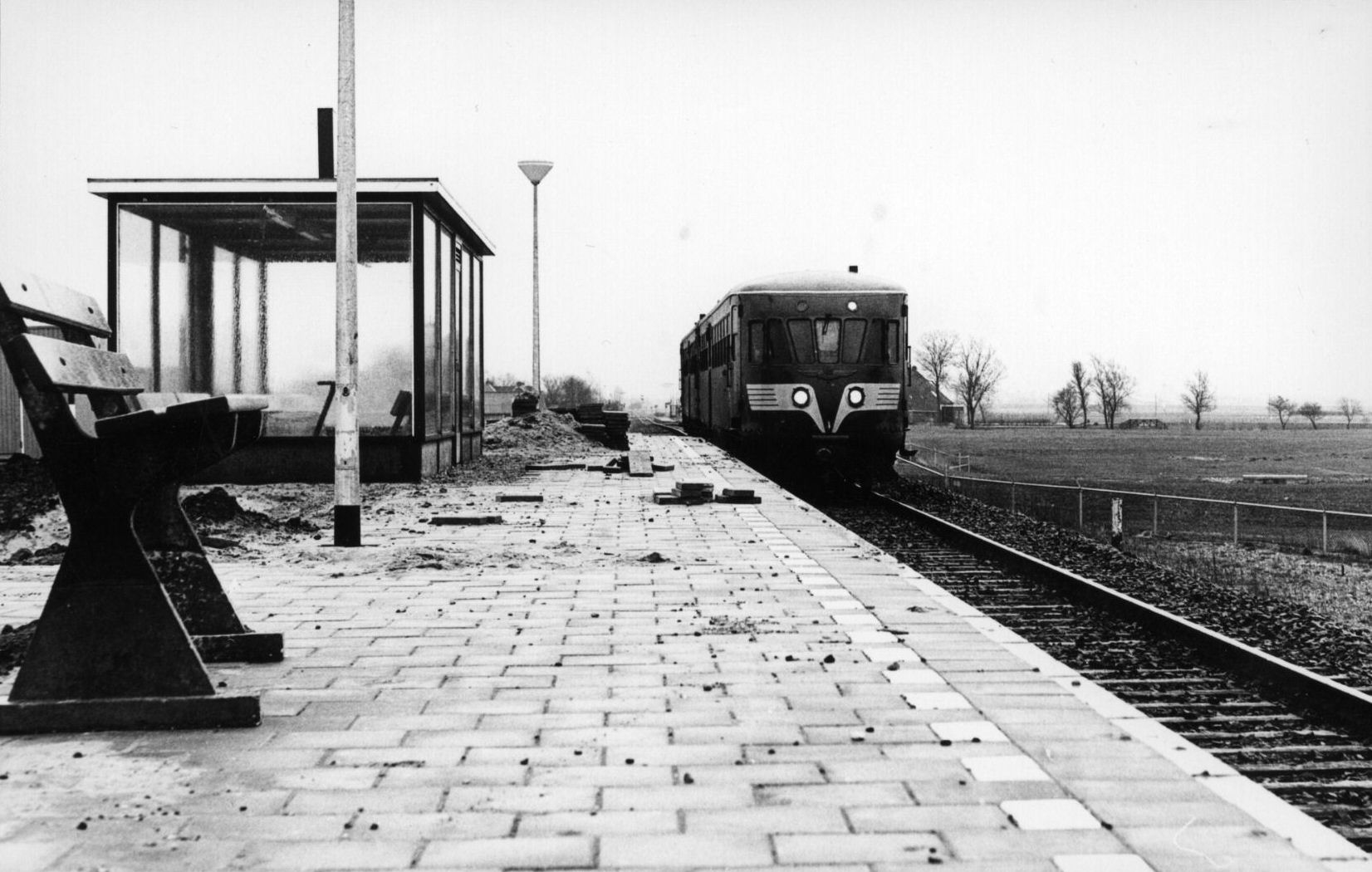
Blauwe Engel op het station (1983)
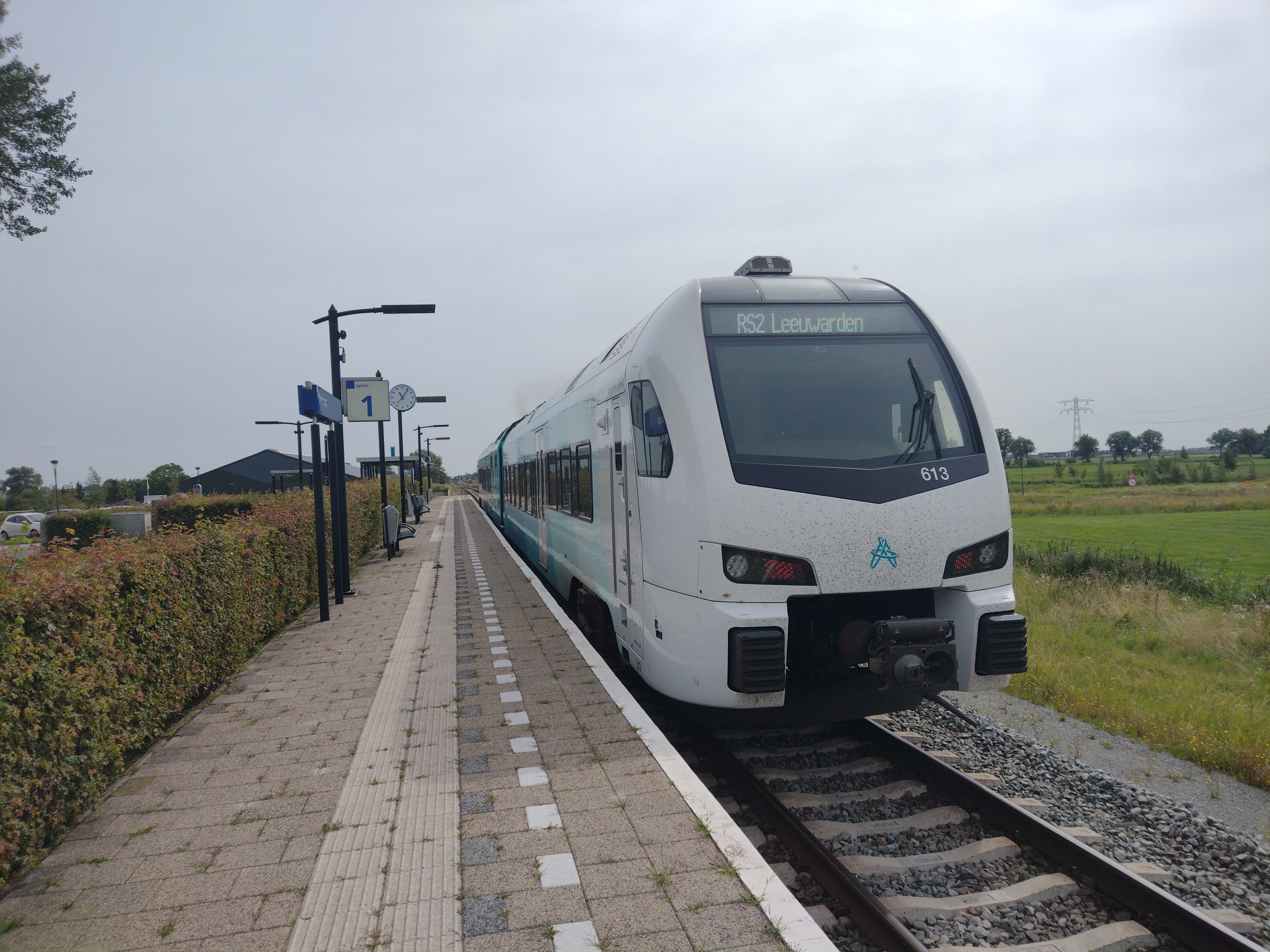
Arriva WINK op het station

## Verbindingen
Het station wordt bediend door de volgende treinserie:
| Serie      | Treinsoort         | Route                                 | Bijzonderheden |
| ---------- | ------------------ | ------------------------------------- | -------------- |
| 37200 RS 2 | Stoptrein (Arriva) | Leeuwarden – Deinum – Harlingen Haven |                |

−0,2: Harlingen Haven ·
1,1: Harlingen ·
9,6: Franeker ·
15,5: Dronryp ·
21,9: Deinum ·
24,9: Leeuwarden ·
28,0: Achter de Hoven ·
29,7: Leeuwarden Camminghaburen ·
31,3: Ouddeel ·
34,4: Tietjerk ·
36,1: Hurdegaryp ·
40,2: Feanwâlden ·
43,6: De Westereen ·
46,8: Wildpad ·
47,3: Veenklooster-Twijzel ·
50,9: Buitenpost ·
57,8: Visvliet ·
61,9: Grijpskerk ·
68,7: Zuidhorn ·
72,2: Den Horn ·
75,3: Hoogkerk-Vierverlaten ·
80,4: Groningen ·
82,0: Groningen Europapark ·
88,4: Westerbroek ·
92,4: Kropswolde ·
93,7: Martenshoek ·
95,6: Hoogezand-Sappemeer ·
97,2: Sappemeer Oost ·
98,0: Scholte ·
102,2: Zuidbroek ·
109,7: Scheemda ·
111,5: Heiligerlee ·
114,6: Winschoten ·
121,9: Ulsda ·
126,8: Bad Nieuweschans
Akkrum ·
Buitenpost ·
De Westereen ·
Deinum ·
Dronryp ·
Feanwâlden ·
Franeker ·
Grou-Jirnsum ·
Harlingen ·
-Haven ·
Heerenveen ·
Hindeloopen ·
Hurdegaryp ·
IJlst ·
Koudum-Molkwerum ·
Leeuwarden ·
-Camminghaburen ·
Mantgum ·
Sneek ·
-Noord ·
Stavoren ·
Wolvega ·
Workum
Voormalige stations: zie de lijst van voormalige spoorwegstations in Friesland